# Natalie Cole

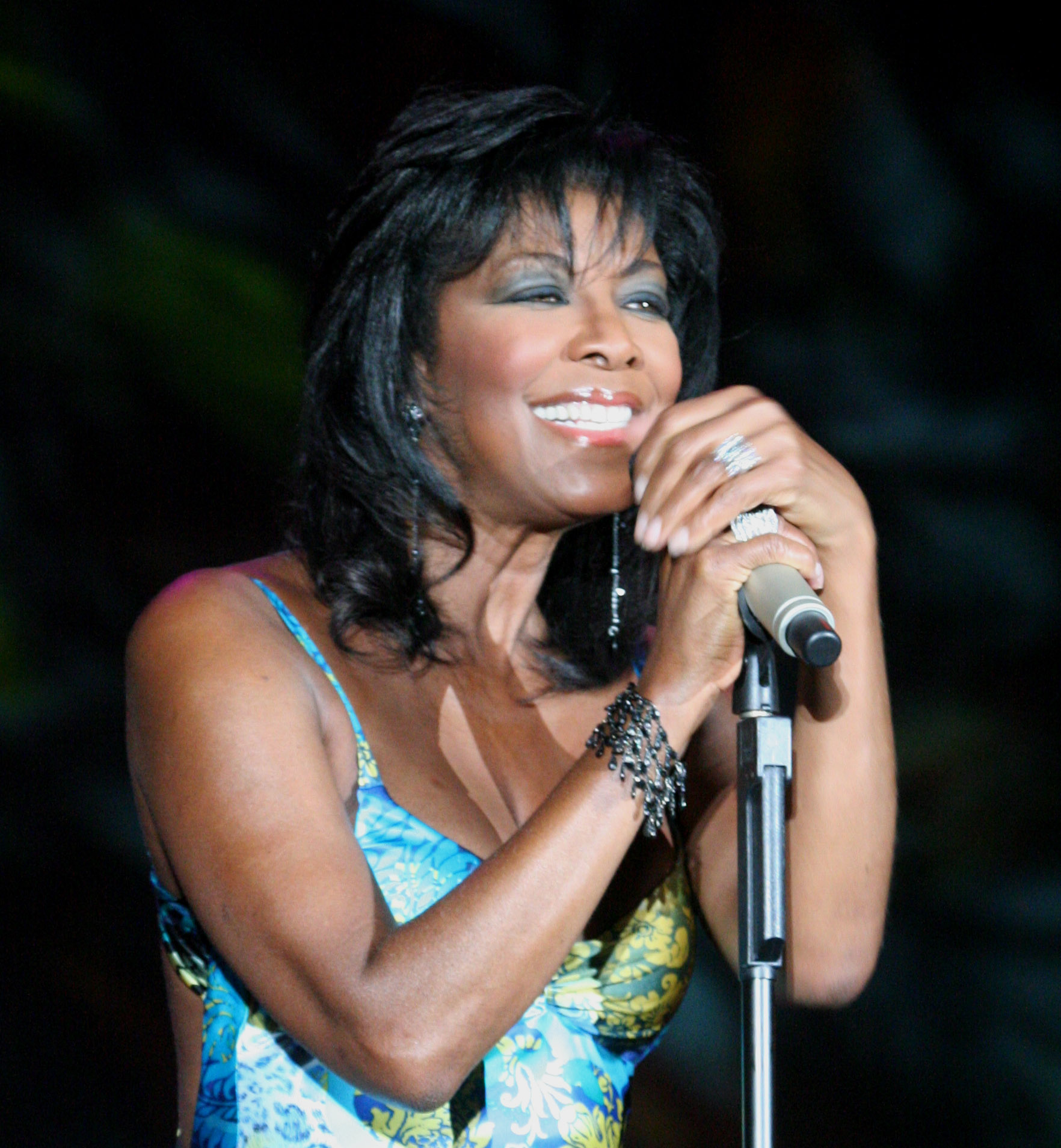
Natalie Cole (2007)

Natalie Maria Cole (* 6. Februar 1950 in Los Angeles, Kalifornien; † 31. Dezember 2015 ebenda) war eine US-amerikanische Sängerin und Songwriterin. Sie war die Tochter der Jazzsänger Nat King Cole und Marie Ellington. In ihrer mehr als 40 Jahre währenden Karriere wurden allein in den Vereinigten Staaten 13,5 Millionen Alben verkauft, womit sie zu den erfolgreichsten Sängerinnen in den Genres R&B, Soul und Jazz gehörte. Für ihre Leistungen als Sängerin erhielt sie neun Grammys.

## Biografie
Ihr erstes Album, Inseparable, erschien 1975; im Jahr darauf erhielt Cole einen Grammy in der Kategorie „Best New Artist“. In diesen Anfangsjahren wurde sie in Anlehnung an Aretha Franklin, die zeitgleich ein Karrieretief durchmachte, von mehreren Medien als „New Queen of Soul“ bezeichnet, unter anderem von der New York Times. Cole war außerdem nach Franklin, die acht Mal in Folge die Auszeichnung für die beste weibliche R&B-Gesangsleistung bei den Grammys erhalten hatte, die zweite Sängerin überhaupt, die in dieser Kategorie ausgezeichnet wurde.
Cole nahm unter anderem Alben in den Bereichen Soul, Jazz, Pop und Dance auf. Zu ihren größten Hits zählen This Will Be (1975), I’ve Got Love on My Mind (1977), Our Love (1978), Someone That I Used to Love (1980), Jump Start und I Live for Your Love (1987), Pink Cadillac (1988), Miss You Like Crazy (1989) und Unforgettable (1991, ein nachträglich zusammengesetztes Duett mit ihrem verstorbenen Vater). Das dazugehörige Album Unforgettable – With Love verkaufte sich allein in den Vereinigten Staaten über sieben Millionen Mal und erhielt zahlreiche Grammy-Auszeichnungen.
Cole war dreimal verheiratet. Alle drei Ehen wurden nach wenigen Jahren wieder geschieden. Aus ihrer ersten Ehe mit Marvin Yancy (1950–85), Koproduzent und Koautor ihrer ersten Alben, stammt ihr einziger Sohn Robert Yancy. Er starb eineinhalb Jahre nach dem Tod seiner Mutter, im August 2017, im Alter von 39 Jahren an einem Herzinfarkt.
Im Jahr 2000 veröffentlichte Cole ihre Autobiografie Angel on My Shoulder, in der sie auch von ihrer schweren Drogenabhängigkeit berichtete. Laut eigenen Angaben nahm sie LSD, Heroin und Crack; nach einer erfolglosen Entziehungskur überwand sie ihre jahrelange Drogen- und Alkoholabhängigkeit durch kalten Entzug. Einer der Schlüsselmomente, um ihre Drogensucht in den Griff zu bekommen, war der 10. Januar 1981, als Cole Gast im Las Vegas Hilton war. An jenem Tag brach in dem Hotel ein schweres Feuer aus, das acht Menschen das Leben kostete. Auch Cole schwebte stundenlang in Lebensgefahr, konnte aber letztlich ohne größere Verletzungen gerettet werden. Nach eigener Aussage war insbesondere der Moment, als die Feuerwehr ihr zur Rettung eilte und sie nicht gehen wollte, da sie gerade Crack rauchte, der Tiefpunkt in ihrem Leben.
Am 17. Februar 2007 trat Cole bei einem Konzert von Prince als Sängerin auf. 2008 wurde bei Cole Hepatitis C diagnostiziert. Sie selbst führte die Erkrankung auf den Gebrauch verunreinigter Spritzen während ihrer Heroinsucht zurück. Nach der Behandlung versagten ihre Nieren und sie musste sich deswegen mehrmals wöchentlich einer Dialyse unterziehen. Im Mai 2009 erhielt sie eine Spenderniere.
2010 erschien ihre zweite Autobiografie Love Brought Me Back – A Journey of Loss and Gain, in der sie ihre Erlebnisse im Zusammenhang mit ihrer Erkrankung, der Behandlung und der Organtransplantation verarbeitete.
Trotz ihrer gesundheitlichen Probleme veröffentlichte sie 2008 eine CD mit Standards des Great American Songbooks, die im folgenden Jahr mit dem Grammy ausgezeichnet wurde.
Im Dezember 2015 musste Cole wegen ihrer Erkrankung mehrere geplante Auftritte absagen. Sie starb am Abend des 31. Dezember 2015 im Cedars-Sinai Medical Center in Los Angeles an Herzversagen.

## Diskografie
Studioalben

| Jahr | Titel                     | Höchstplatzierung, Gesamtwochen, AuszeichnungChartplatzierungen (Jahr, Titel, Platzierungen, Wochen, Auszeichnungen, Anmerkungen) | Höchstplatzierung, Gesamtwochen, AuszeichnungChartplatzierungen (Jahr, Titel, Platzierungen, Wochen, Auszeichnungen, Anmerkungen) | Höchstplatzierung, Gesamtwochen, AuszeichnungChartplatzierungen (Jahr, Titel, Platzierungen, Wochen, Auszeichnungen, Anmerkungen) | Höchstplatzierung, Gesamtwochen, AuszeichnungChartplatzierungen (Jahr, Titel, Platzierungen, Wochen, Auszeichnungen, Anmerkungen) | Höchstplatzierung, Gesamtwochen, AuszeichnungChartplatzierungen (Jahr, Titel, Platzierungen, Wochen, Auszeichnungen, Anmerkungen) | Höchstplatzierung, Gesamtwochen, AuszeichnungChartplatzierungen (Jahr, Titel, Platzierungen, Wochen, Auszeichnungen, Anmerkungen) | Anmerkungen |
| Jahr | Titel                     | DE | AT | CH | UK | US | R&B | Anmerkungen |
| ---- | ------------------------- | --- | --- | --- | --- | --- | --- | --- |
| 1975 | Inseparable               | — | — | — | — | US18 Gold · (56 Wo.)US | R&B1 (50 Wo.)R&B | Erstveröffentlichung: 11. Mai 1975 Produzenten: Chuck Jackson, Marvin Yancy |
| 1976 | Natalie                   | — | — | — | — | US13 Gold · (30 Wo.)US | R&B3 (32 Wo.)R&B | Erstveröffentlichung: 9. April 1976 Produzenten: Chuck Jackson, Gene Barge, Marvin Yancy, Richard Evans |
| 1977 | Unpredictable             | — | — | — | — | US8 Platin · (28 Wo.)US | R&B1 (29 Wo.)R&B | Erstveröffentlichung: Februar 1977 Produzenten: Chuck Jackson, Marvin Yancy |
| 1977 | Thankful                  | — | — | — | — | US16 Platin · (39 Wo.)US | R&B5 (37 Wo.)R&B | Erstveröffentlichung: 16. November 1977 Produzenten: Chuck Jackson, Marvin Yancy |
| 1979 | I Love You So             | — | — | — | — | US52 Gold · (15 Wo.)US | R&B11 (18 Wo.)R&B | Erstveröffentlichung: 19. März 1979 Produzenten: Chuck Jackson, Marvin Yancy, Gene Barge |
| 1979 | We’re the Best of Friends | — | — | — | — | US44 (19 Wo.)US | R&B7 (20 Wo.)R&B | Erstveröffentlichung: November 1979 mit Peabo Bryson Produzenten: Peabo Bryson, Johnny Pate, Mark Davis, Marvin Yancy                                                                                        |
| 1980 | Don’t Look Back           | — | — | — | — | US77 (22 Wo.)US | R&B17 (22 Wo.)R&B | Erstveröffentlichung: 15. Mai 1980 Produzenten: Marvin Yancy, Gene Barge, Michael Masser |
| 1981 | Happy Love                | — | — | — | — | US132 (4 Wo.)US | R&B37 (10 Wo.)R&B | Erstveröffentlichung: 1981 Produzenten: George Tobin, Mike Piccirillo |
| 1983 | I’m Ready                 | — | — | — | — | US182 (3 Wo.)US | R&B54 (7 Wo.)R&B | Erstveröffentlichung: 1983 Produzenten: Marvin Yancy, Chuck Jackson, Stanley Clarke, Chuck Bynum |
| 1985 | Dangerous                 | — | — | — | — | US140 (9 Wo.)US | R&B48 (16 Wo.)R&B | Erstveröffentlichung: Juni 1985 Produzenten: Gary Skardina, Marti Sharron, Harold Beatty, Eddie Cole, Natalie Cole                                                                                           |
| 1987 | Everlasting               | — | — | — | UK62 Silber · (4 Wo.)UK | US42 Gold · (58 Wo.)US | R&B8 (65 Wo.)R&B | Erstveröffentlichung: 14. Juni 1987 Produzenten: Aaron Zigman, Jerry Knight, Reggie Calloway, Vincent Calloway, Dennis Lambert, Burt Bacharach, Carole Bayer Sager, Eddie Cole, Andy Goldmark, Bruce Roberts |
| 1989 | Good to Be Back           | DE57 (12 Wo.)DE | — | — | UK10 Gold · (12 Wo.)UK | US59 (23 Wo.)US | R&B21 (28 Wo.)R&B | Erstveröffentlichung: 19. April 1989 Produzenten: Dennis Lambert, André Fisher, Don Boyette, Michael Masser, Narada Michael Walden, Roman Johnson, Lee Curreri, Ric Wake, Eddie Cole                         |
| 1991 | Unforgettable … with Love | DE32 (25 Wo.)DE | — | CH15 Gold · (10 Wo.)CH | UK11 Gold · (29 Wo.)UK | US1 ×7Siebenfachplatin · (110 Wo.)US                                                                                              | R&B5 (79 Wo.)R&B | Erstveröffentlichung: 11. Juni 1991 Produzenten: André Fischer, David Foster, Tommy LiPuma, Natalie Cole Grammy (Album des Jahres + Traditional Pop)                                                         |
| 1993 | Take a Look               | DE90 Gold · (4 Wo.)DE | — | — | UK16 (4 Wo.)UK | US26 Gold · (19 Wo.)US | R&B14 (23 Wo.)R&B | Erstveröffentlichung: 9. Juni 1993 Produzenten: André Fischer, Tommy LiPuma, Natalie Cole Grammy (Jazz) |
| 1994 | Holly & Ivy               | — | — | — | — | US36 Gold · (8 Wo.)US | R&B20 (7 Wo.)R&B | Erstveröffentlichung: 25. Oktober 1994 Produzenten: Natalie Cole, Tommy LiPuma, André Fisher, Michael Masser                                                                                                 |
| 1996 | Stardust                  | — | — | — | — | US20 Platin · (21 Wo.)US | R&B11 (18 Wo.)R&B | Erstveröffentlichung: 24. September 1996 Produzenten: John Clayton, Phil Ramone, Natalie Cole |
| 1999 | Snowfall on the Sahara    | — | — | — | — | US163 (3 Wo.)US | R&B64 (8 Wo.)R&B | Erstveröffentlichung: 22. Juni 1999 Produzent: Phil Ramone |
| 1999 | The Magic of Christmas    | — | — | — | — | US157 (4 Wo.)US | R&B84 (3 Wo.)R&B | Erstveröffentlichung: 21. September 1999 mit London Symphony Orchestra Produzent: Fred Salem |
| 2002 | Ask a Woman Who Knows     | DE67 (6 Wo.)DE | AT26 (6 Wo.)AT | CH52 (5 Wo.)CH | UK63 Silber · (5 Wo.)UK | US32 (9 Wo.)US | R&B24 (15 Wo.)R&B | Erstveröffentlichung: 17. September 2002 Produzenten: Tommy LiPuma, Natalie Cole |
| 2006 | Leavin’                   | DE92 (1 Wo.)DE | — | CH76 (2 Wo.)CH | — | US97 (2 Wo.)US | R&B16 (8 Wo.)R&B | Erstveröffentlichung: 26. September 2006 Produzenten: Dallas Austin, Natalie Cole |
| 2008 | Still Unforgettable       | — | — | — | UK59 (1 Wo.)UK | US19 (9 Wo.)US | R&B8 (15 Wo.)R&B | Erstveröffentlichung: 9. September 2008 Produzenten: Natalie Cole, Gail Deadrick, Tena Clark |
| 2013 | Natalie Cole en Español   | — | — | — | — | US91 (3 Wo.)US | — | Erstveröffentlichung: 25. Juni 2013 Produzent: Rudy Perez |

grau schraffiert: keine Chartdaten aus diesem Jahr verfügbar

## Filmografie (Auswahl)
Schauspielerin
- 1956–1957: The Nat King Cole Show (Fernsehserie, zwei Folgen)
- 1987: Marblehead Manor (Fernsehserie, eine Folge)
- 1993: I’ll Fly Away (Fernsehserie, eine Folge)
- 1993: Out All Night (Fernsehserie, eine Folge)
- 1994: Lily in Winter (Fernsehfilm)
- 1995: Ein Hauch von Himmel (Touched By An Angel, Fernsehserie, eine Folge)
- 1996: Kleine Jessica – Ein Vaterherz in Not (Abducted: A Father’s Love, Fernsehfilm)
- 1997: Danny, der Kater – Vier Pfoten erobern Hollywood (Cats Don’t Dance, Singstimme von Sawyer)
- 1998: Mit dem Rücken an der Wand (Always Outnumbered, Fernsehfilm)
- 1999: Willkommen in Freak City (Freak City, Fernsehfilm)
- 2004: De-Lovely – Die Cole Porter Story (De-Lovely)
- 2006: Grey’s Anatomy (Fernsehserie, eine Folge)
- 2006: Law & Order: Special Victims Unit (Fernsehserie, eine Folge)
- 2012: RuPaul’s Drag Race (Fernsehserie, Staffel 4: Folge 3 als Gastjurorin)

## Auszeichnungen
Grammy Award:
- 1975: Best New Artist
- 1975: Best R&B Vocal Performance, Female für „This Will Be“
- 1976: Best R&B Vocal Performance, Female für „Sophisticated Lady (She’s A Different Lady)“
- 1991: Best Traditional Pop Performance für „Unforgettable“
- 1991: Album of the Year für „Unforgettable“
- 1991: Record of the Year für „Unforgettable“
- 1993: Best Jazz Vocal Performance für „Take A Look“
- 1996: Best Pop Collaboration With Vocals für „When I Fall In Love“ (zusammen mit Nat „King“ Cole)
- 2008: Best Traditional Pop Vocal Album für „Still Unforgettable“

American Music Award:
- 1977: Favorite Female Artist – Soul/Rhythm & Blues
- 1978: Favorite Female Artist – Soul/Rhythm & Blues
- 1991: Favorite Artist – Adult Contemporary